# Josep Janés i Olivé
José Janés Olivé (Hospitalet de Llobregat, 1913 - Santa Margarita y Monjós, 11 de marzo de 1959) fue un poeta y editor español. La Biblioteca José Janés Olivé del barrio de Collblanc y el CEIP José Janés de Hospitalet llevan su nombre. Es padre de la también escritora Clara Janés.

## Biografía
Quedó huérfano y tuvo una formación autodidacta. Estudió comercio en los jesuitas y antes de la Guerra civil colaboró en varios periódicos catalanes de Barcelona. Fundó la revista Bandera (1930), en Collblanc. Después dirigió El Diario Mercantil (1932-1933) y Hoy - Diario de Cataluña (1933). El 1934 inició la colección Cuadernos literarios y durante la guerra La Rosa de los vientos.
Durante la guerra civil española trabajó para los Serveis de Cultura al Front (Servicios de Cultura al Frente). Fue encarcelado en 1939 y posteriormente liberado con el aval de varios escritores falangistas (en especial Eugenio d'Ors), a quien él había defendido públicamente durante la guerra.
Fue uno de los mayores editores españoles de los dos primeros tercios del siglo XX. Creó una docena de editoriales (Emporion, La Gacela, Ánfora y Lauro...) y medio centenar de colecciones, de forma que a lo largo de su vida llegó a publicar unos mil seiscientos títulos y difundió en español la obra de autores como Aldous Huxley, Somerset Maugham, Sándor Márai, Knut Hamsun, Lajos Zilahy, Hans Fallada, Mika Waltari o P. G. Wodehouse. En 1940 fundó la empresa editora en lengua castellana Josep Janés, que tuvo un fuerte éxito económico y poco después adquirió las editoriales Lara y Apolo. A partir de 1946 publicó algunos títulos en catalán, reiniciando la colección Rosa de los vientos. Fue amigo entrañable de Sebastià Juan Arbó y uno de los pocos editores que en la posguerra creó colecciones de humor como "Al monigote de papel". Promovió la obra de autores jóvenes que luego destacarían fundando el Premio Internacional de Primera Novela, pero también a través de la colección Doy Fe (1956-1957): por ejemplo Buero Vallejo y Francisco Candel, cuya segunda novela Donde la ciudad cambia su nombre (1957) publicó. También creó colecciones de los premios Pulitzer y Nobel de literatura.
Murió en 1959 en un accidente de automóvil en Santa Margarita y Monjós, junto con un hermano y otro familiar; fue enterrado en el cementerio de esta población. Después de su muerte su fondo editorial fue integrado en la editorial Plaza & Janés de Germán Plaza, junto con el de la editorial Lara.

## Obra poética
- Ti (1934), premio de la Flor Natural en los Juegos Florales de Barcelona
- Combate de sueño (1937), musicado por Frederic Mompou (1942/51)[5]
- Doce puntas secas (1958)
- Poesía. 1934-1959 (2008), obras completas, edición bilingüe catalán-castellano

## Fondo personal
Su fondo personal se conserva en el Archivo Nacional de Cataluña. La documentación fue reunida por la señora Montserrat Costa del Río (1912-1988) fruto de su relación con el escritor José Janés Olivé. Tras la muerte de Montserrat Costa, la documentación ha sido conservada por Isidra Maranges Prat hasta su ingreso en el ANC. La documentación ingresó el 7 de noviembre de 1990 en concepto de donación. El fondo contiene la documentación generada y recibida por José Janés Olivé; documentación, básicamente, producida en función de su actividad literaria (poesía, original y publicada; artículos periodísticos); correspondencia; documentación sobre José Janés (monografías, artículos periodísticos) y finalmente, necrológicas.